# Richard Dayton
Richard „Dick“ T. Dayton ist ein US-amerikanischer Filmrestaurator.

## Leben und Wirken
Dayton war in seiner Jugend mit dem Schauspieler Stacy Keach bekannt. Gemeinsam mit diesem arbeitete er 1958 am Amateurfilmprojekt Strange Reflections, bei dem er als Filmeditor fungierte.
Dayton gründete 1982 gemeinsam mit Pete Comandini und Donald Hagans die Firma YCM Laboratories. In Zusammenarbeit mit Robert Gitt vom Film & Television Archive der UCLA restaurierte Dayton drei Jahre Rouben Mamoulians Historienfilm Jahrmarkt der Eitelkeiten (Becky Sharp), den ersten abendfüllenden Spielfilm, der komplett im 3-Farben-Technicolor gedreht wurde. Der Filmkritiker Vincent Canby maß der Restauration des Films in einem Artikel der New York Times im Oktober 1984 eine große Bedeutung für die Filmgeschichte und die Wissenschaft bei. 1986 restaurierten Gitt und Dayton Chester M. Franklins Stummfilmdrama The Toll of the Sea. 1988 arbeitete Dayton an der Restaurierung von Roland Wests Horrorkomödie The Bat Whispers. Weitere Filme, an deren Restaurierung Dayton beteiligt war, sind unter anderem die Kurzfilme Hymn in the Sun und In a Mountain Pass (beide 1935).
Zusammen mit den YCM Laboratories Mitarbeitern Pete Comandini, Donald Hagans und Richard T. Ryan wurde Dayton bei der Oscarverleihung 1992 für die „Erstellung und Entwicklung eines Verfahrens zur Restaurierung von Kinofilmen mit Liquid Gate und Registerkorrektur auf einem Kontaktkopierer“ („for the creation and development of a motion picture film restoration process using liquid gate and registration correction on a contact printer“) mit dem Academy Award of Commendation ausgezeichnet.